# مونبلیار (نژاد گاو)

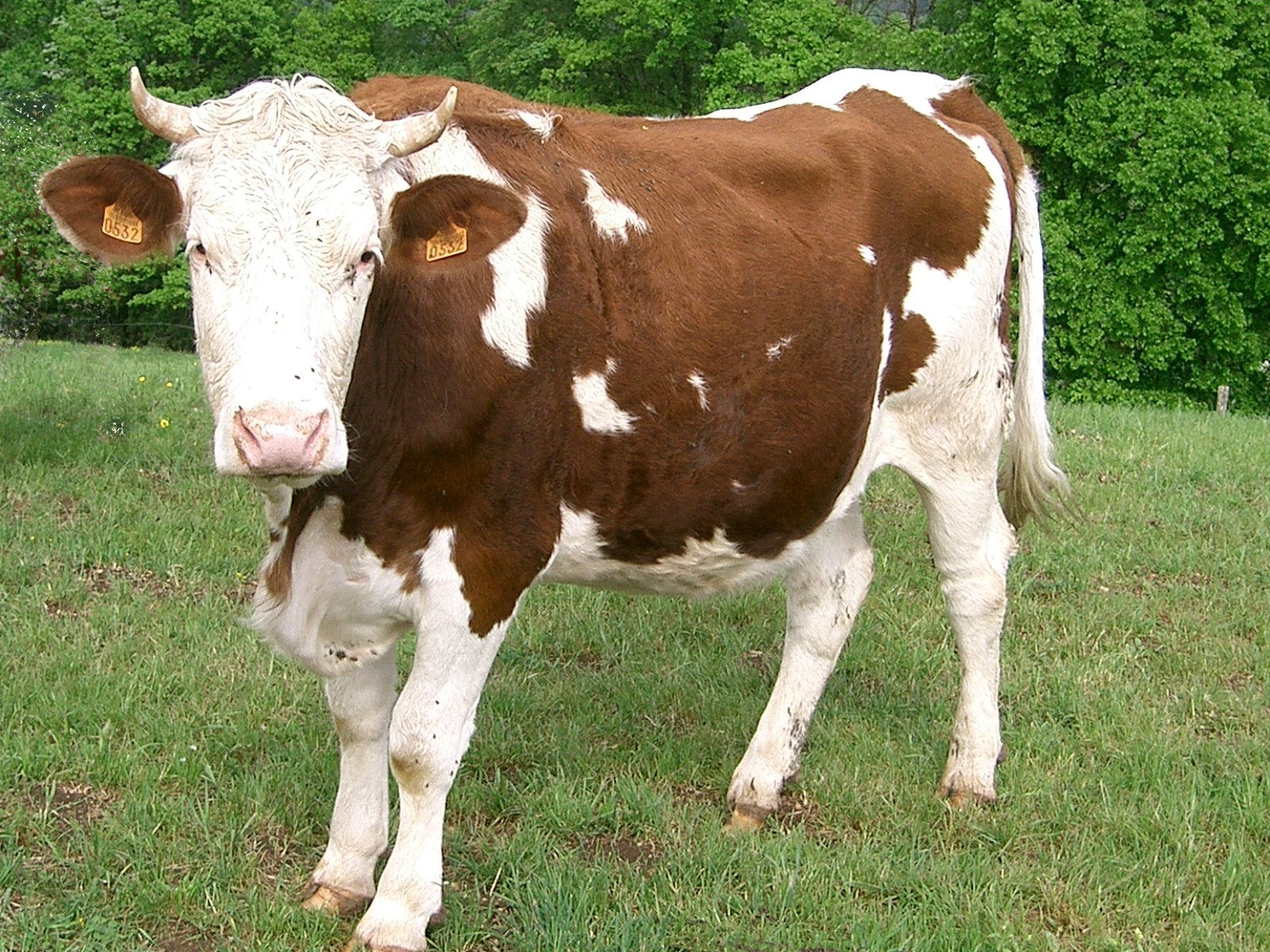
یک گاو نژاد مونبِلیار

مونبِلیار (فرانسوی: Montbéliarde‎)، یک نژاد گاو شیری ابلق از ناحیه مونبلیار در شهرستان دو در شرق فرانسه است. مادهٔ آن عمدتاً برای لبنیات و به ویژه برای تهیهٔ پنیر نگهداری می‌شود و البته مصارفِ گوشتی نیز دارد.

## تاریخچه
نامِ مونبِلیار اولین بار توسط ژوزف گرابر، کشاورزی باتجربه از نوادگان منونایت در مونبلیار در سال ۱۸۷۲ میلادی، هنگام نمایش گروهی از گاوها در مسابقات کشاورزی لانگر استفاده شد.

## مشخصات

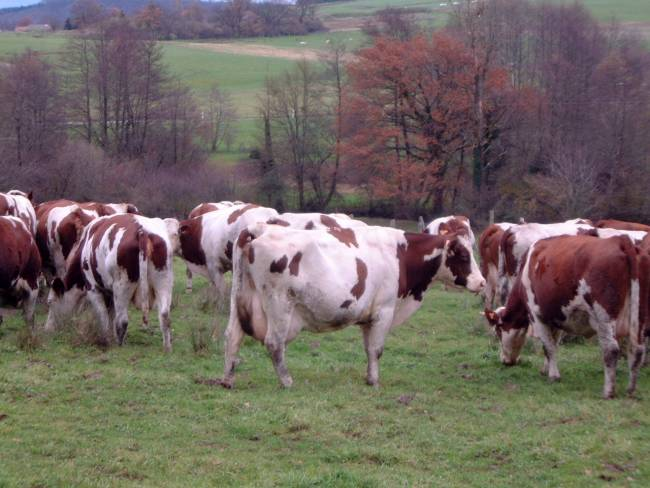
گله مونبِلیار

این نژاد، قرمز رنگ دارایِ سری سفید و شاخ کوتاه و از نوع لبنی است. گاوهای بالغ ۶۰۰ تا ۷۰۰ کیلوگرم وزن و حدود ۱۴۵ سانتی‌متر قد دارند. وزن نر بالغ بین۹۰۰ تا ۱۲۰۰ کیلوگرم وزن است.
گاو مونبِلیار دارای مزایایی چون شیردهی بالا، تعدد آبستنی، زایمان آسان، مقاومت محیطی بالا و استفادهٔ دو منظوره (شیری و گوشتی) است.